# Poliopsja
Poliopsja – iluzja wzrokowa polegająca na zwielokrotnieniu widzianego obrazu. Może być objawem uszkodzenia wzrokowej kory kojarzeniowej płata potylicznego.